# Bienal de Arte de Asia

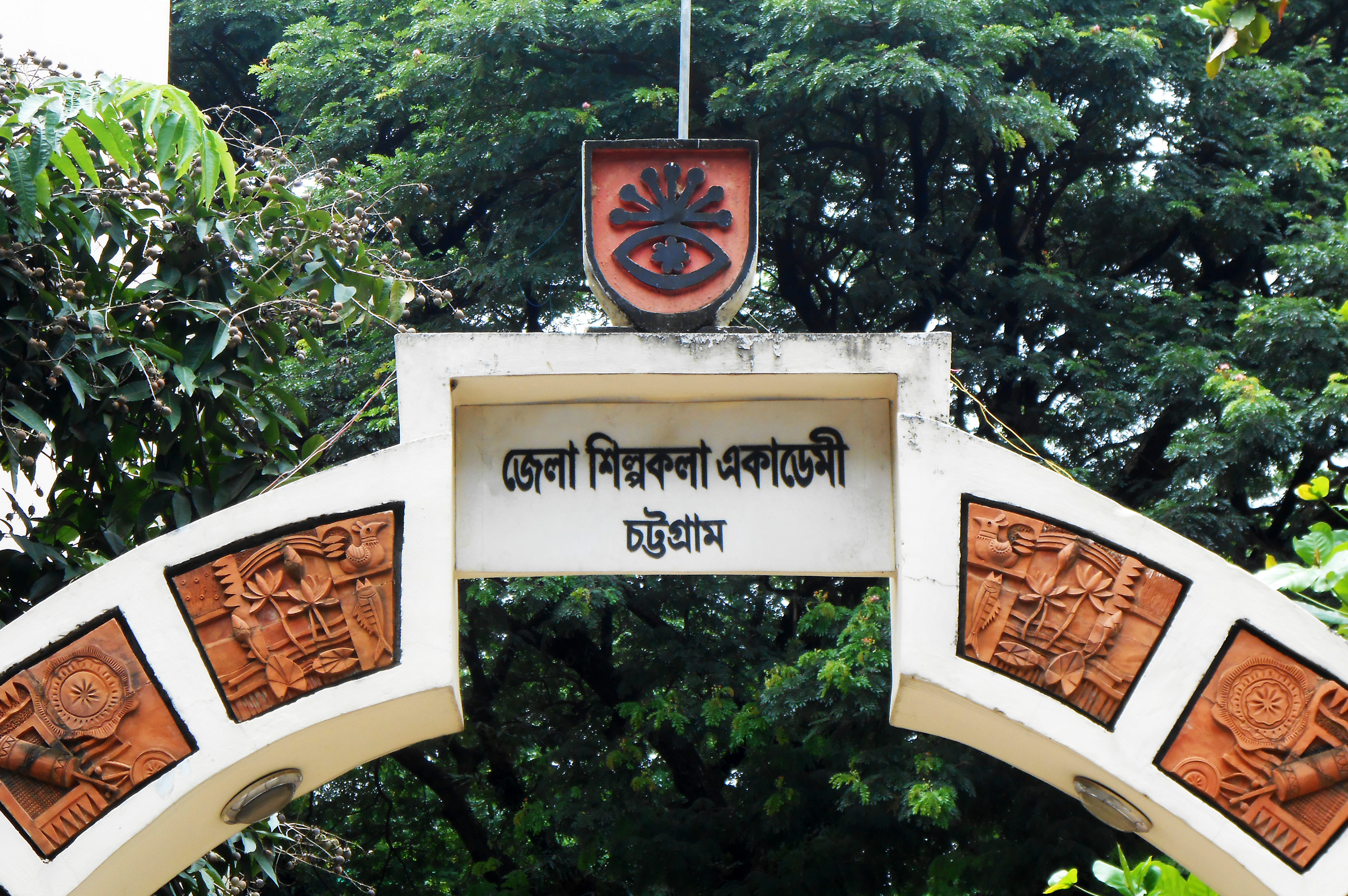
Entrada de la Bienal de Asia en el Palacio de las Artes de Bangladés en Shilpakala Academy

La Bienal de Arte de Asia es un evento internacional desarrollado en la ciudad de Daca, capital de Bangladés y subvencionada por el gobierno bengalí. Es considerada uno de los eventos artísticos y culturales más importantes del continente asiático, siendo un evento referente internacional del arte contemporáneo. La Bienal de Asia funciona con curaduría reelegida cada dos años, e invitación cada dos años a un centenar de artistas en representación de su país. La mayoría de artistas invitados son de países asiáticos y todos los años invitan a unos pocos artistas reconocidos de América, Europa o África.

## Antigüedad
La Bienal de Arte de Asia es la bienal de arte internacional más antigua de todo el continente asiático. Con más de tres décadas de duración. Nacida para ser es un espacio para la convergencia cultural y la creación de nuevas ideas. Ha desempeñado un papel catalizador en el crecimiento artístico de la región desde sus inicios en 1981 sin interrupción. Lanzada con el objetivo de explorar el arte asiático moderno y contemporáneo con un enfoque adicional en las prácticas que circulan internacionalmente. Cada dos años la muestra internacional, de un mes de duración, sirve como plataforma y exposición para diversos modos de creación artística e intervención discursiva incluyendo el diálogo entre disciplinas clásicas como la pintura o la escultura, con otras más modernas como el videoarte, la instalación o la performance.

## Ediciones
En el año 2018 se celebró la edición decimoctava y en el año 2020 la edición decimonovena, retrasada al año 2021 por la pandemia del COVID.

### 19º Bienal de Arte de Asia
La 19a Bienal de Arte de Asia de Bangladés 2020 se inaugurará el 1 de marzo de 2021 y continuará hasta el 31 de marzo de 2021 en la Galería Nacional de Arte de Bangladés dentro del recinto de Shilpakala Academy en la ciudad de Daca.